# Nestor Giovannini
Nestor Giovannini (* 7. Februar 1961 in Rafaela als Nestor Hipolito Giovannini) ist ein ehemaliger Boxer im Cruisergewicht. Er war vom 26. Juni 1993 bis zum 17. Dezember 1994 WBO Weltmeister in dieser Gewichtsklasse, bis er vom ursprünglich aus dem Halbschwergewicht stammenden Polen Dariusz Michalczewski entthront wurde.

## Karriere
Über Giovanninis Amateurkarriere ist nicht viel bekannt. Seinen ersten Profikampf bestritt er gegen Mario Oskar Melo in Morteros, Argentinien. Er verlor durch geteilte Punkteentscheidung nach sechs Runden. Nach zwei weiteren Aufbaukämpfen kämpfte er ein zweites Mal gegen Melo, gegen den er durch geteilte Punkteentscheidung gewann. Den dritten Kampf verlor Giovannini durch einstimmiger Punkteentscheidung. Die meisten Aufbaugegner Giovanninis waren namenlos und verloren meist einstimmig oder durch KO gegen Giovannini. Den nächsten großen Kampf bestritt er gegen Jorge Juan Salgado um den argentinischen Meistertitel im Cruisergewicht. Den Kampf gewann er durch TKO in Runde elften Nur etwas später kämpfte er gegen Salgado ein zweites Mal. Dieses Mal um den südamerikanischen Meistertitel. Es ging unentschieden aus. Auch gegen Eduardo Domingo Contreras konnte er den argentinischen Meistertitel gewinnen. Im dritten Kampf gegen Jorge Juan Salgado musste er eine Niederlage hinnehmen.
Seinen ersten Kampf gegen einen namhaften Gegner bestritt er gegen Jeff Harding. Harding ging als deutlicher Favorit in den Ring. Giovannini konnte überzeugen, verlor aber wegen einer Augenverletzung durch TKO in der elften Runde. Das erste Mal um einen Weltverband kämpfte Giovannini am 18. Mai 1990, wieder gegen Jeff Harding. Harding verteidigte in diesen Kampf den Verband WBC. Giovannini konnte Harding mehrfach Schwierigkeiten bereiten, war aber nach einem Kopftreffer zu Hardings Gunsten sehr benommen und verlor deswegen einstimmig nach Punkten.
Nur etwas später verlor er im vierten und letzten Kampf gegen Jorge Juan Salgado einstimmig nach Punkten. Nachdem er Andreas Anselmi in der ersten Runde drei Mal zu Boden gebracht hatte, wurde er trotz seiner vielen Niederlagen als Pflichtherausforderer des WBO Weltmeisters Markus Bott ausgewählt. Bott war als klarer Favorit in den Ring gegangen und verlor überraschend gegen den ein Jahr älteren Giovannini. Das Ergebnis war uneinstimmig aber unumstritten und Giovannini war somit amtierender Weltmeister des WBO-Verbandes (Jedoch gehörte die WBO damals noch nicht zu den bedeutenden Verbänden.). Er verteidigte den Titel fünf Mal, unter anderem Bott durch einstimmige Punkteentscheidung.
Deshalb wurde er zum Pflichtweltmeister des ungeschlagenen Polens Dariusz Michalczewski, der mit dem WBO, WBA und IBF drei der vier Weltverbände besaß, allerdings im Halbschwergewicht. Wie die meisten Gegner Michalczewskis war er chancenlos. Er wurde drei Mal zu Boden gebracht und verlor durch KO in der zehnten Runde.
Nach dieser Niederlage bestritt er noch fünf Kämpfe, von denen er zwei verlor, zwei gewann und einen unentschieden verließ. Den letzten Kampf seiner Karriere bestritt er am 29. Januar 2000 gegen Ezra Sellers. Diesen verlor er durch TKO in der ersten Runde, weshalb er seine Karriere als beendet erklärte.